# Jefferson Gottardi
Jefferson Gottardi (Santa Cruz de la Sierra, 13 januari 1976 – La Paz, 4 september 2003) was een Boliviaans voetballer, die speelde als aanvaller. Hij overleed op 27-jarige leeftijd aan de gevolgen van Amyotrofe laterale sclerose.

## Clubcarrière
Gottardi begon zijn profloopbaan in 1993 bij de Boliviaanse club Oriente Petrolero en kwam daarnaast uit voor Club Bolívar (Bolivia), Tampa Bay Mutiny (Verenigde Staten), Deportivo Táchira (Venezuela) en Goiás EC (Brazilië). Hij won met Bolívar tweemaal de Boliviaanse landstitel.

## Interlandcarrière
Gottardi speelde welgeteld één interland voor Bolivia. Onder leiding van bondscoach Héctor Veira maakte hij zijn debuut op 24 januari 1999 in de vriendschappelijke thuiswedstrijd tegen de Verenigde Staten in Santa Cruz de la Sierra, die eindigde in een 0-0 gelijkspel. Ook Lorgio Álvarez maakte in die wedstrijd zijn debuut voor Bolivia.

## Erelijst
Club Bolívar
- Liga de Boliviano

1996, 1997